# テーボール
テーボールは明治期の日本の灯台視察船（灯台補給船）。工部省所有。鉄製外車船で、715総トン、長さ64.0m、幅9.6m。主機はオシレーティング汽機で、出力1200馬力、速力11ノットであった。
前身は1853年に建造されたフランス、メサジュリ・アンメリアル社の客船「タボル (Thabor)」である。「タボル」は地中海航路に就航し、1869年にはスエズ運河の開通式に参加した。明治3年（1870年）、日本政府が洋銀9万ドルで購入した。
「テーボール」には政府高官などがたびたび乗船した。明治3年11月、三条実美、大久保利通、大隈重信、ハリー・パークスらが「テーボール」で品川から竣工式の行われる神子元島灯台へ向かった。明治4年2月の大阪造幣寮開業の際は三条、大隈、伊達宗城、澤宣嘉やパークスらが「テーボール」で大阪へ向かった。明治5年3月、大隈、山尾庸三らが「テーボール」で灯台を視察。明治6年3月には三条、大隈、板垣退助、後藤象二郎、山尾らが「テーボール」で神子元島灯台を視察した。
明治10年、西南戦争に参加。「テーボール」のその後は不明である。